# Forza Motorsport 2
Forza Motorsport 2 es la secuela del videojuego de simulación de carreras Forza Motorsport para Xbox, desarrollado por Microsoft Game Studios para la consola Xbox 360.
Al igual que su predecesor, El juego se basa en carreras tourist (turismo) y tuning, en cual cuenta con alrededor de 300 vehículos, entre ellos destacan modelos exóticos de las compañías Ferrari, Lamborghini, Maserati, entre otras.
Una mejora es el modo de sticker, en donde puedes editar tu auto estéticamente (calcas, stickers, figuras, etc). Se mejoró también el modo tuning (motor, turbo, suspensión, etc). Cabe destacar que además tiene la modalidad Subasta, en la cual puedes poner a subasta algún vehículo tuyo que tenga características importantes o ya sea también tienes la modalidad de comprarlos a través Xbox live.

## Sistema de juego
El modo de juego fue mejorado, porque dependiendo del auto que se maneje (tracción trasera, delantera o integral), se obtendrá un desempeño distinto para cada auto la cual era menos precisa en Forza Motorsport anterior, por lo tanto implica una mayor dificultad de conducción para algunos.
Lo destacable del videojuego son los daños que se producen en cada vehículo tanto físicos como mecánicos. Se esperaba una mejora con respecto a la saga anterior, ya que éste se limitaba a los daños, pero en "Forza Motorsport 2" se aprecia de manera mucho más detallada y real los rasguños y abolladuras del automóvil, así como la suciedad de la pista que también se hace presente en el automóvil después de dar algunas vueltas en cualquier circuito, en comparación con su antecesor.
Otra enorme mejora son los efectos de sonido, ya que los motores, las colisiones y otros efectos de sonido fueron completamente renovados y gracias a la nueva plataforma, se puede apreciar con mayor nitidez y realismo todo nuestro entorno de juego, sin mencionar que los motores se escuchan casi idénticos a sus contra partes reales.
Además se añadió el modo fotografía para que puedas tomar fotografías durante la carrera, la repetición o en el garaje, con efectos visuales editables y con la opción de poder almacenarlos en tu disco duro. Otra gran mejora fue la telemetría en tiempo real durante la carrera y repetición, donde te proporciona información detallada y en tiempo real sobre tu vehículo, como son las r. p. m. del motor, la potencia, el empuje de la inducción forzada, la suspensión, presión y agarre de los neumáticos así como su temperatura y velocidad de cada una de las ruedas, el centro de gravedad y los daños del vehículo con porcentaje de daño, algo ya incluido en la saga anterior pero solo lo disponía en el menú de repetición.

## Modos de juego
Forza Motorsport 2 cuenta con 5 modos de juego; carrera arcade, contrarreloj, vuelta libre, carrera y multijugador.
Carrera Arcade: consta de una carrera en cada circuito del juego donde puedes elegir tus autos de garaje del modo carrera o utilizar los del concesionario para participar en una carrera igualada (con autos de mismo nivel de rendimiento que el tuyo) donde dependiendo del lugar donde termines la carrera te harás acreedor a nuevos vehículos del concesionario para poderlos utilizar en modo arcade, libre o multijugador, si terminas en cualquier lugar del podio desbloquearas una nueva pista para continuar con el desbloqueo, para los autos si terminas en 1.er lugar desbloquearas 3 autos, si terminas en 2.º serán 2 y si terminas en 3.º será solo uno, aunque podrás re intentar la carrera para mejorar tu posición y desbloquear lo que no consiguientes anteriormente.
Contrarreloj: son carreras con un auto determinado en circuitos determinados donde iniciaras en movimiento y tendrás 3 vueltas para poder batir el récord establecido, si logras batir el tiempo de vuelta de la carrera desbloqueas el auto que utilizaste para la carrera donde solo tu competirás y lo podrás usar en todos los modos de carrera excepto el modo carrera.
Modo Carrera: Aquí podrás competir en carras asignadas para algunos vehículos en diferentes circuitos, ganando el evento de carreras ganaras el vehículo anunciado como premio así como un premio en efectivo y un trofeo. Por ejemplo un evento llamado FWD (para vehículos de tracción delantera) que consta de 3 carreras y como premio al primer lugar recibirás el Toyota Splinter trueno y una bonificación de 4000 cr, claro que entre más avances en el nivel de jugador que se aumenta ganando más créditos, llegaras a un nuevo nivel de jugador donde te podrán desbloquear más eventos y los concesionarios te harán descuentos en sus vehículos de producción además de que cada 5 niveles te obsequiaran un auto, varía dependiendo de la región que elegirás al principio el modo carrera.
Las regiones son solo 3: Asia, Europa y Norteamérica con sus respectivos fabricantes en cada una de las regiones y esto influye en las descuentos de los fabricantes, los autos obsequiados y el precio de las piezas y los autos, la región que elijas te dará un descuento en sus autos de producción así como las piezas para modificarlos serán más baratas automáticamente, para tener descuentos en los autos de otras regiones ajenas a la tuya deberás de conseguir más Cr para tu aumentar tu nivel de conductor. Algunos autos solo los podrás adquirir si perteneces a la región indicada, claro que puedes cambiar de región pero tendrá un costo de 100,000 cr así como los precios de la región que dejas volverán a la normalidad y algunos autos estarán bloqueados para poder adquirirlos, esto no afecta a tu garaje ya que lo que compraste o te ganaste se quedara allí a menos que lo vendas.
Para lograr descuentos en las piezas para mejorar tu auto, tendrás que competir y ganar créditos con un auto específico para lograr subirlo de reputación y obtener descuentos del 10%, hay 5 niveles de reputación y cada uno requiera más Cr para llegar al siguiente, si ya completaste el nivel 5 de reputación con un auto, lo mejor es que sigas utilizando otro de la misma marca para poder continuar con el descuento en las piezas y se acumule, en otras palabras, si continuas con un nuevo auto de la misma marca, su nivel de reputación te dará descuento ahora del 20% en cada nivel de reputación. cabe mencionar que cada marca solo te dará 5 descuentos en piezas específicas para esa marca y para otras marcas que utilizan esa marca de piezas para sus vehículos, por ejemplo: tu vehículo "n" llegó al nivel de reputación 1 ahora tienes un descuento del 10% en las mejoras de suspensión marca "n", esta mejores están disponibles para los coches fabricados por "e" "t" "g" etc.
Por lo tanto si deseas más descuentos de otras piezas deberás competir con otro auto de la misma región pero de otro fabricante para que te ganes más descuentos de otras piezas para más autos, cada marca te dará un descuento específico para determinadas piezas y la clave para obtener todos los descuentos es tener por lo menos 5 autos de cada marca con todo el nivel de reputación respectivo para tener todas las piezas a mitad de precio, en algunos autos son muy baratas las piezas pero hay otros donde su precio es mayor por lo tanto también serán las piezas para mejorarlos !!!!
Modo Vuelta libre: aquí podrás correr únicamente tu con todo los autos desbloqueados del concesionario en el modo arcade y contrarreloj, además de poder usar tus autos del garaje del modo carrera para correr en cualquier pista, las vueltas que tu desees y poder probar tus tiempos de vuelta o probar un nuevo auto sin necesidad de adquirirlo así como visualizar la repetición de la carrera.
Modo multijugador: en este modo podrás jugar con múltiples jugadores, ya sea en la misma consola, con interconexión a otra consola o en Xbox Live, donde podrás utilizar los autos desbloqueados en el modo arcade o tus propios autos del garaje del modo carrera en todas las pistas del juego y las que pudieras adquirir en Xbox Live, aquí no ganarás Cr pero si podrás demostrar quien es el mejor contra competidores humanos

## Lanzamiento
El juego se lanzó en dos ediciones, la normal y la edición de colección, la cual incluye un libro de arte y tres autos exclusivos, 2003 Ferrari Challenger stradale-2006 Ford Saleen Mustang S281E y 2006 Subaru Impreza S204.

## Recepción
Dirk Watch de Hyper elogió el juego por su "excelente manejo y fantástica personalización". Sin embargo, lo criticó por "no ser particularmente fácil de usar y se siente casi idéntico a Forza".